# Мервейл Ндокит
Мервейл Ндокит (фр. Merveil Ndockyt, нар. 20 липня 1998, Браззавіль) — конголезький футболіст, півзахисник хорватського клубу «Осієк» і національної збірної Конго.

## Клубна кар'єра
У дорослому футболі дебютував 2014 року виступами за команду СНФФ, в якій провів один сезон. Згодом продовжив виступати на батьківщині, грав за КАРА (Браззавіль) та «Леопардс» (Лубомо).
2016 року перебрався до Європи, уклавши контракт з албанською «Тираною». Допоміг команді здобути Кубок Албанії 2016-2017.
Влітку 2017 року за 400 тисяч євро перейшов до іспанського «Хетафе». Наступного року був відданий в оренду до «Мальорки», а частину 2019 року провів у складі другої команди «Барселони», після чого був орендований хорватським «Осієком». 2020 року уклав з останнім клубом повноцінний контракт.

## Виступи за збірну
2015 року дебютував в офіційних матчах у складі національної збірної Конго.

## Титули і досягнення
- Володар Кубка Албанії (1):

«Тирана»: 2016-2017